# Mystiek-ascetische teksten: Tauler en Eckhart

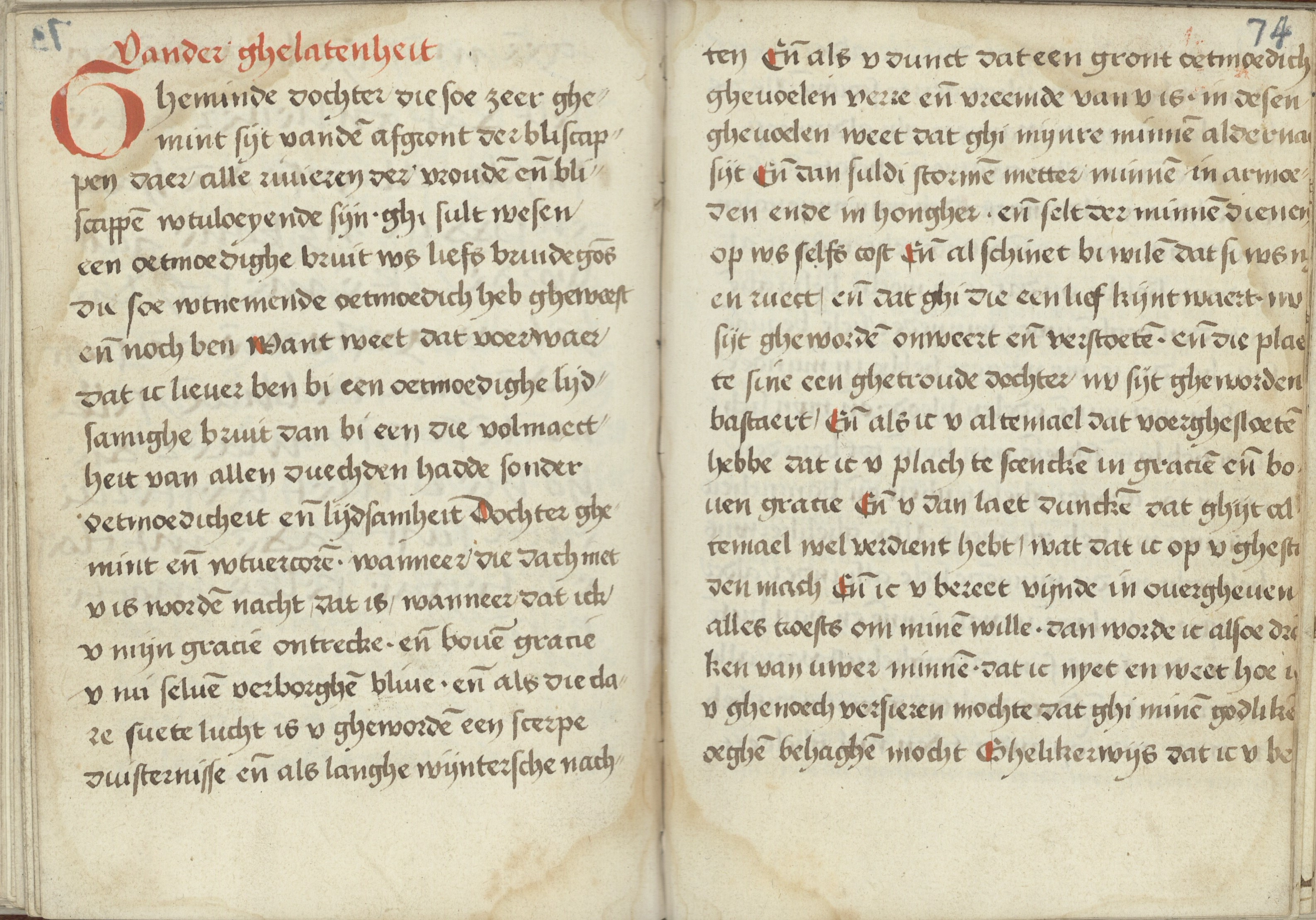
Fragment uit het manuscript "Excerpten uit Tauler en Eckhart en andere mystiek-ascetische teksten" met Middelnederlandse vertalingen. Gemaakt in de Nederlanden, 1ste helft van de 16de eeuw.

Johannes Tauler en Meester Eckhart zijn beide schrijvers die thuishoren in de mystiek-ascetische traditie. Johannes Taulers denken werd erg beïnvloed door Meester Eckhart, en liet zich ook door hem inspireren bij het schrijven van zijn teksten. Beide Duitse auteurs werden tientallen keren vertaald naar verschillende talen, waaronder het Middelnederlands. Interessant zijn enkele Middelnederlands handschriften die teksten van de auteurs bevatten of zelfs beide combineren. De handschriften zijn bewaard in de Universiteitsbibliotheek Gent.

## Handschrift 1359
Veel van hun werken werden dus vertaald naar het Middelnederlands. Eén specifiek handschrift bundelt verscheidene van hun teksten, in combinatie met nog andere mystiek-ascetische teksten. Het verzamelde werk is bewaard gebleven in de Universiteitsbibliotheek Gent. Wellicht komen de vertaalde teksten van Eckhart en Tauler in verschillende handschriften voor, maar speciaal aan dit handschrift is de hoeveelheid van de werken en de combinatie van de twee auteurs. Het handschrift is gemaakt in de Nederlanden, in de eerste helft van de zestiende eeuw. Het manuscript bevat minstens vier handen. De vertalers en kopiisten zijn echter ongeweten. Het handschrift 1359 wordt voluit Excerpten uit Tauler en Eckhart en andere mystiek-ascetische teksten genoemd.

## Handschrift 966

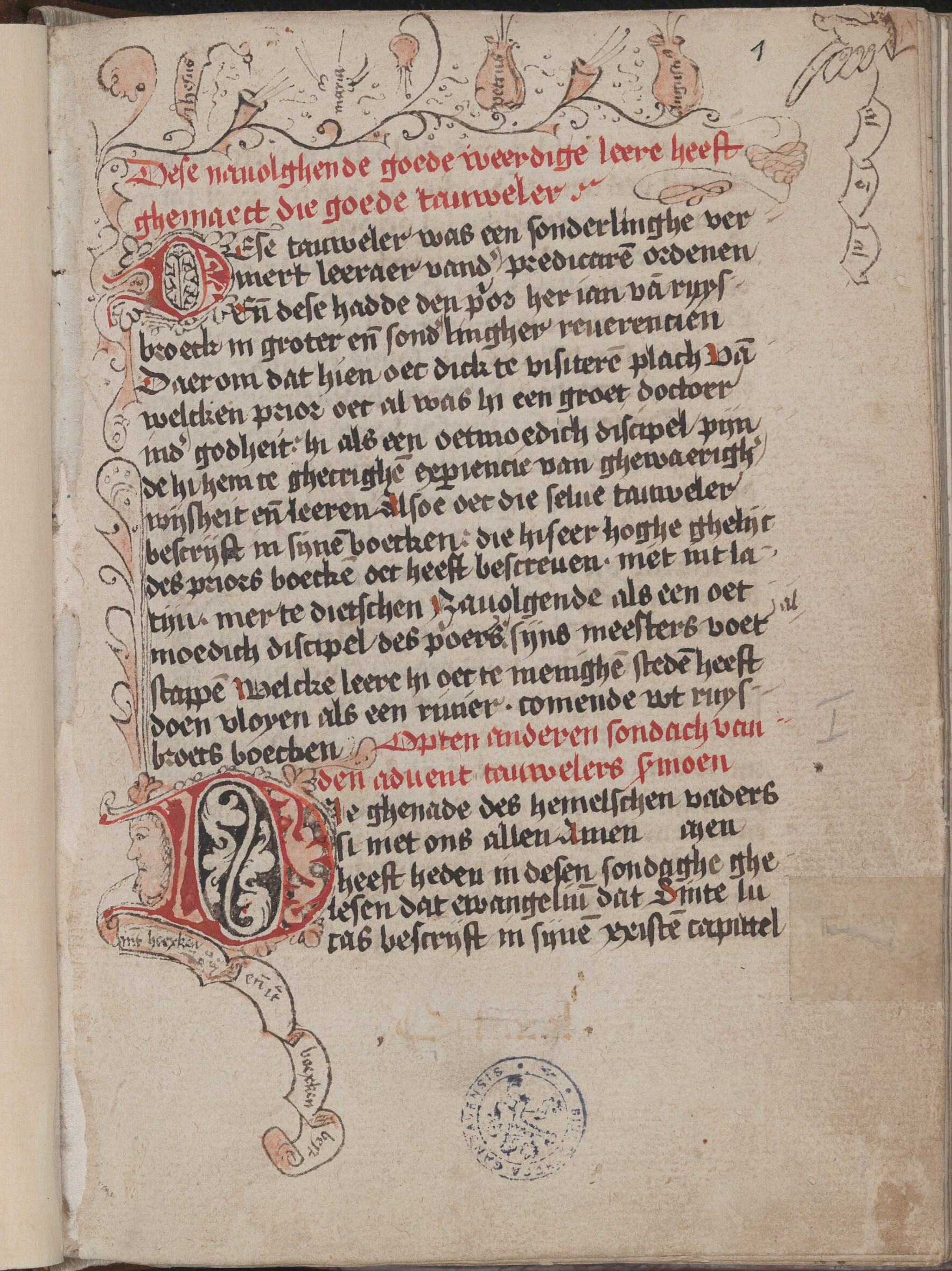
Fragment uit handschrift 966 met sermoenen van Tauler. Toont de mooie randversieringen op het eerste folio.

Dit handschrift wordt geïnventariseerd onder de naam Sermoenen van Johannes Tauler in Middelnederlandse vertaling. Het handschrift werd vervaardigd tussen de vijftiende en de zestiende eeuw, in Oostmalle. De Middelnederlandse vertaling van Taulers sermoenen waren inmiddels bekend geworden onder de kloosterordes en andere religieuzen. Dit manuscript bijvoorbeeld werd neergeschreven door zuster Heilken Jacops. Het handschrift bevat nog de oorspronkelijke gerestaureerde band, waarbij er kalfsleer is gebonden over houten borden. Daarbij zijn er sporen van twee sloten terug te vinden. Het 236 folio's lange handschrift bestaat simpelweg uit een inleiding, de sermoenen zelf en een colofon. Het handschrift is eerder sober, maar de voorpagina kent enkele randversieringen in zwarte pen.

## Johannes Tauler
Johannes Tauler (Straatsburg, ca. 1300 – Straatsburg, 15 of 16 juni 1361) was een Duits mysticus en dominicaan. Tauler schreef in het Duits. 84 preken van hem bleven bewaard, zij het geen enkele in zijn handschrift. In de loop der geschiedenis werden soms minder en soms meer preken aan hem toegeschreven. Een grondig onderzoek hiernaar moet nog steeds gebeuren. De preken zijn deels gericht op kloosterzusters en deels ook op het gewone volk. Zijn preken werden voor het eerst in gedrukte vorm uitgegeven in 1498 te Leipzig.
Zijn mystiek was eerder ethisch en pastoraal gericht dan speculatief. Men vindt bij hem dan ook sterke nadruk op de noodzaak van ascese en zelfverloochening. Mystieke vereniging met God in het ‘Seelenfünklein’ is volledige identificatie met Gods wil. Huwelijk, arbeid en beroep worden door hem hoog gewaardeerd. Vele van zijn mystieke werken werden vertaald naar het Middelnederlands.

## Meester Eckhart
Eckhart von Hochheim (in de buurt van Gotha, in Hochheim, Tambach of Wangenheim, ca. 1260 – Avignon of Keulen, voor 30 april 1328), bekend als Meester Eckhart, was een belangrijk laat-middeleeuws theoloog en filosoof. Hij behoorde tot de orde der Dominicanen. Hij wordt vaak aangeduid als mysticus, maar in het wetenschappelijke onderzoek is het omstreden of het uiteenlopend gedefinieerde begrip 'mystiek' voor elementen van zijn leer juist of eerder verwarrend is.
Naast zijn preken zijn de verhandelingen naar zijn hand, namelijk Reden der Unterweisung, Buch der göttlichen Tröstung en Von Abgeschiedenheit in een vrij groot aantal manuscripten bewaard gebleven. De echtheid van het laatste geschrift en preek 86 wordt betwijfeld, daarnaast ook Eckharts vermoedelijke schrijverschap van het commentaar bij Granum sinapis, dat voorafgaat aan het dichtwerk. Er is ook een gebed bewaard gebleven.
Sinds het einde van de 19e eeuw zijn van de, voordien spoorloos verdwenen, werken in het Latijn 15 handschriften teruggevonden (het laatste in 1985). De belangrijkste plaats van de verdwenen werken wordt ingenomen door het Opus tripartitum, dat uit drie (beter gezegd, vier) boeken zou bestaan. Het eerste boek zou het Opus propositionum (Boek der Stellingen) heten, verdeeld over 14 verhandelingen; het tweede boek het Boek der Vragen of Problemen (Opus quaestionum), vormgegeven op de manier van de Summa van Thomas van Aquino, alleen niet zo uitvoerig. Het derde boek zou uit twee delen bestaan, het Opus expositionum, waarin alle boeken van beide Testamenten becommentarieerd waren, en het Opus sermonum, een keuze uit zijn preken. Alle drie de delen zouden naar elkaar verwijzen. Van deze enorme, slechts gedeeltelijk verwezenlijkte, opzet zijn maar een paar inleidingen (Prologi) en commentaren op een aantal Bijbelboeken bewaard gebleven.
Ondanks het verwijt van ketterij worden de Duitse werken verder in omloop gebracht in het Duitse en Nederlandse taalgebied en een deel van de Latijnse geschriften in de volkstaal vertaald, maar dan in de regel zonder de naam van de schrijver te vermelden of ze toe te schrijven aan een andere auteur.